# Abbazia di Santa Fede
L'abbazia di Santa Fede è un complesso religioso situato nel territorio comunale di Cavagnolo, in provincia di Torino. L'antica chiesa abbaziale, con le eleganze romaniche che si sono conservate nel tempo, presenta un particolare interesse artistico.
(Franco Caresio)

## Storia
Non esistono documenti antichi che attestano la fondazione dell'abbazia intitolata a santa Fede, una giovane vergine francese martirizzata - secondo le più diffuse versioni della sua passio - ad Agen sotto Diocleziano nel 303. Sulla facciata della chiesa si osserva un blocco di arenaria con la iscrizione "XI KE NOVEMBRIS OB/ ROLANDUS PR", che tuttavia non aiuta ad identificarne la storia.
È stato ipotizzato che la sua costruzione risalga a circa la metà del XII secolo e che essa sia nata come filiazione diretta della importante abbazia benedettina di Sainte-Foy-de-Conques in Alvernia, costruita su una fondazione monastica precedente risalente all'epoca longobarda nell'VIII secolo. Non è possibile stabilire se nella costruzione siano intervenute maestranze francesi e quali vicende possono spiegare la relativa omogeneità stilistica che accomuna un nutrito gruppo di chiese romaniche presenti nel Monferrato astigiano (oltre a Santa Fede, San Secondo a Cortazzone, San Lorenzo a Montiglio Monferrato e la chiesa dei santi San Nazario e Celso a Montechiaro d'Asti).
Nel testamento di Giovanni II del Monferrato del 1372 sono contenute notizie che confermano come il priorato benedettino di santa Fede a Cavagnolo fosse soggetto all'abbazia di Conques. 
L'abbazia di Santa Fede rappresentava verosimilmente un crocevia tra la Francia e l'Italia, come luogo di sosta per i pellegrini che viaggiavano verso Roma.
Nel XV secolo l'abbazia fu eretta in priorato e passò sotto la giurisdizione del vescovo di Casale; dal 1584 al 1728 fu custodita ed amministrata dai priori commendatari. I resoconti delle visite pastorali nei primi decenni del XVII secolo testimoniano come la chiesa fosse ormai in pessime condizioni e ridotta al rango di chiesa campestre. Nel XVIII secolo subì interventi di ristrutturazione.
Nel 1895, dopo innumerevoli traversie, l'abbazia fu acquistata dei padri maristi (che ne sono tuttora proprietari) e fu interessata da opere di ristrutturazione e restauro. Il complesso architettonico funge oggi da residenza e da casa di spiritualità gestita dai padri maristi. Essi hanno tuttavia annunciato che lasceranno Cavagnolo nel giugno 2011 e, la chiesa abbaziale, sarebbe stata ceduta alla parrocchia dei Santi Eusebio e Secondo in Cavagnolo.

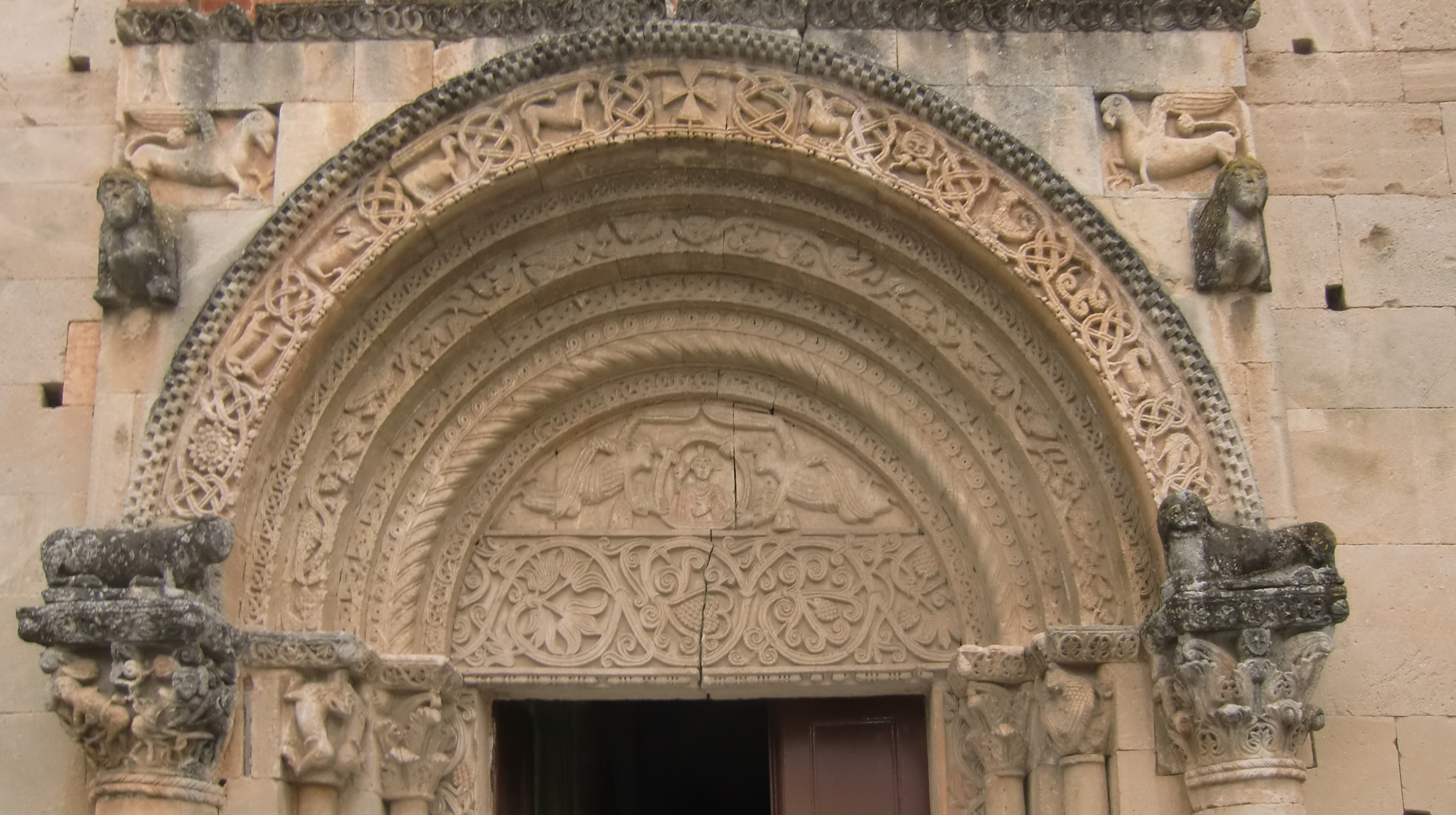
Lunetta sopra il portale della chiesa

## La chiesa
In occasione dei restauri eseguiti nel 1953 su commissione dai padri maristi, sotto la tutela della Soprintendenza per i beni ambientali ed architettonici del Piemonte, l'allora sovraintendente Vittorio Mesturino definì la chiesa di Santa Fede "la bomboniera del romanico in Piemonte".
Nonostante i pesanti rimaneggiamenti subiti, la chiesa ha conservato numerose suggestioni romaniche: le preziosità scultoree che ornano la facciata, l'eleganza delle strutture che compongono le navate della chiesa e ne sostengono le volte, la bicromia del materiale impiegato (con il rosso dei mattoni ed il biondo dorato della pietra arenaria) tipica del romanico in terra di Monferrato astigiano.

### Esterno
La chiesa presenta una facciata a salienti che lascia intuire le tre navate interne, con la navata centrale alquanto più ampia ed elevata di quelle laterali. L'esecuzione della facciata presenta in alto una parte in mattoni - realizzata forse in fasi successive o frutto di un rimaneggiamento - con archetti pensili rampanti che corrono sotto le falde del tetto. Frutto di un inserimento alquanto tardo appare la bifora presente in facciata, inserita in facciata per aumentare la luce all'interno della chiesa.
Incongrua appare la presenza le due grandi semicolonne ai lati del portale, che non sono in asse con la suddivisione interna delle navate; è stata avanzata l'ipotesi che la loro funzione, puramente decorativa, si realizzasse con la presenza di statue (o busti o figure animali) poste sull'abaco dei grandi capitelli.
Impreziosisce la facciata l'ampio portale strombato, segnato da colonne che reggono una serie di ghiere scolpite. Esso è inserito in un leggero avancorpo delimitato da due colonne recanti capitelli riccamente lavorati: quello di destra presenta motivi a fogliami, mentre quello di sinistra mostra una complessa iconografia con figure umane intrecciate a liane, forse a simboleggiare la lotta dei vizi e le virtù. Sopra i due capitelli stanno due animali accovacciati che si fronteggiano tra loro; più in alto è posta la ghiera esterna dell'arco, con motivi ad intrecci e figure zoomorfe e, al centro dell'arco, una croce palmata, emblema del ramo benedettino di Cluny.
Colonnine più piccole sormontate da ghiere digradanti popolano lo sguancio del portale; i capitelli sono di diversa foggia: corinzi alcuni, recanti figure mostruose altri.
Molto ricche sono le decorazioni della lunetta, particolarmente quelle dell'ampia fascia che ne occupa la metà inferiore con girali e tralci vegetali finemente scolpiti; nella metà superiore è raffigurato un Cristo pantocratore circondato in una mandorla sorretta da angeli. 
Nei due spazi che affiancano la lunetta sono poste due lastre incastrate con bassorilievi raffiguranti due grifoni che si fronteggiano; subito al di sotto i busti di una figura maschile ed una femminile di difficile interpretazione (sono stati intesi da qualche studioso come Adamo ed Eva).
Osservando la chiesa dal lato settentrionale si nota come la parete della navata minore presenti una fascia inferiore in arenaria ed una superiore in cotto, ornata, al pari della parte culminante della navata centrale, da archetti pensili. Interessante è la presenza, all'altezza dell'ultima campata, di un falso transetto che non sporge dal perimetro, ma è ottenuto attraverso l'innalzamento delle navate laterali. La torre campanaria a pianta quadrata, posta all'incrocio tra la navata maggiore ed l falso transetto, è di foggia relativamente moderna, e non si sa quale potesse essere quella originaria. La sua presenza costituisce tuttavia uno degli elementi caratteristici delle architetture di stampo cluniacense, a testimonianza dell'influenza del gusto romanico francese.
Le mura della parete meridionale e dell'esterno dell'abside non sono visibili, a causa della costruzione degli edifici ad esse addossati.

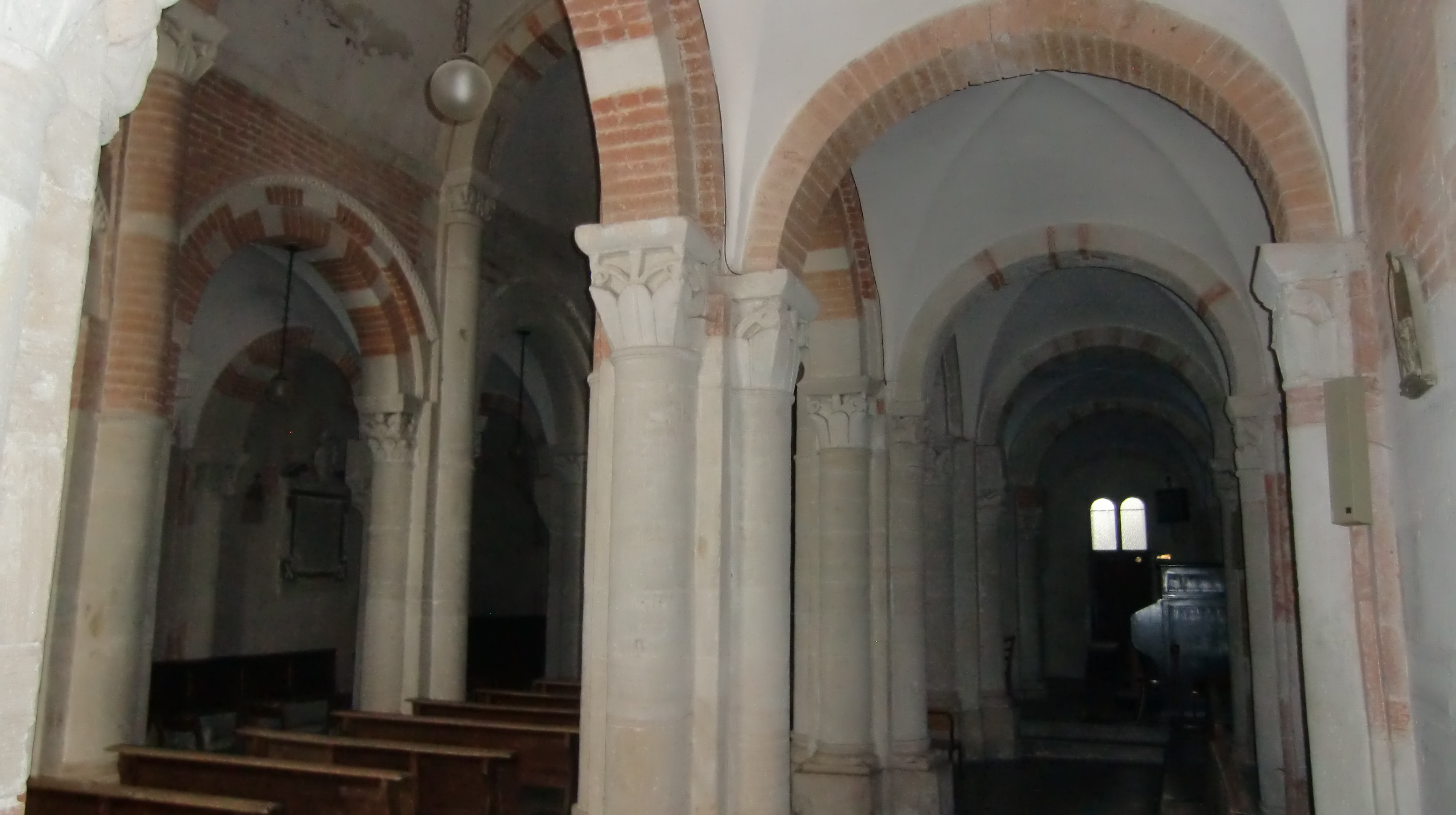
Veduta dell'interno della chiesa

### Interno
La pianta della chiesa presenta tre navate che dovevano originariamente terminare in altrettante absidi: solo quella centrale, che ospita l'altare, si è conservata. Essa è fiocamente illuminata da tre strette monofore.
L'architettura interna è solenne, formata da sei campate segnate da alti pilastri in pietra con semicolonne addossate su ciascun lato, che reggono gli archi delle volte I capitelli posti sulle semicolonne esprimono, come quelli esterni, una grande varietà di forme con motivi floreali e zoomorfi (in un caso anche una testa umana).
Le navate laterali presentano volte a crociera, mentre la copertura della navata centrale è a botte. Molto suggestiva è la bicromia che segna l'aspetto interno della chiesa; colpisce inoltre la finezza dell'apparato decorativo, specie dei cordoli scolpiti con motivi a scacchiera che ornano gli archi longitudinali.

## Galleria d'immagini

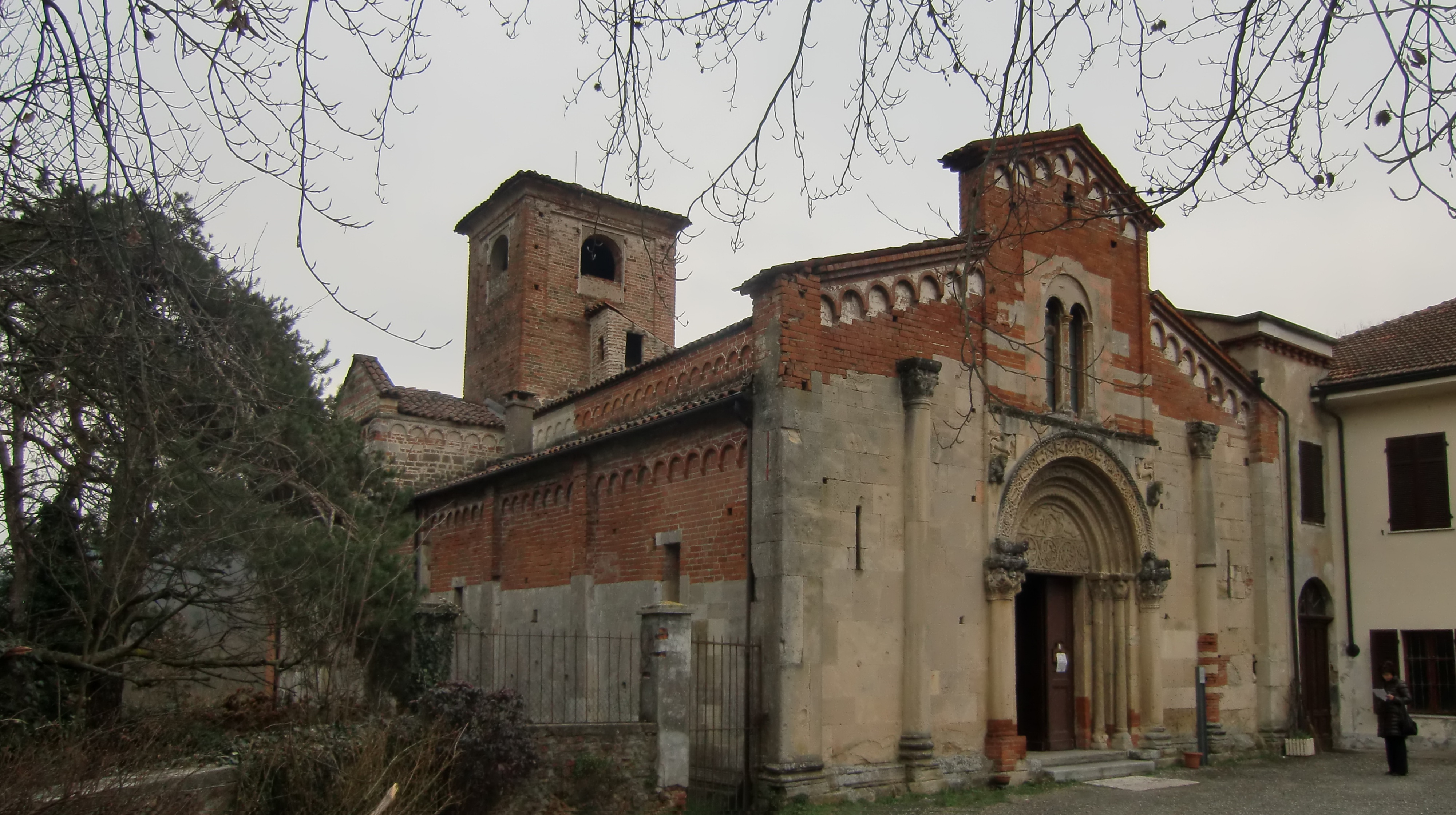
Veduta della chiesa
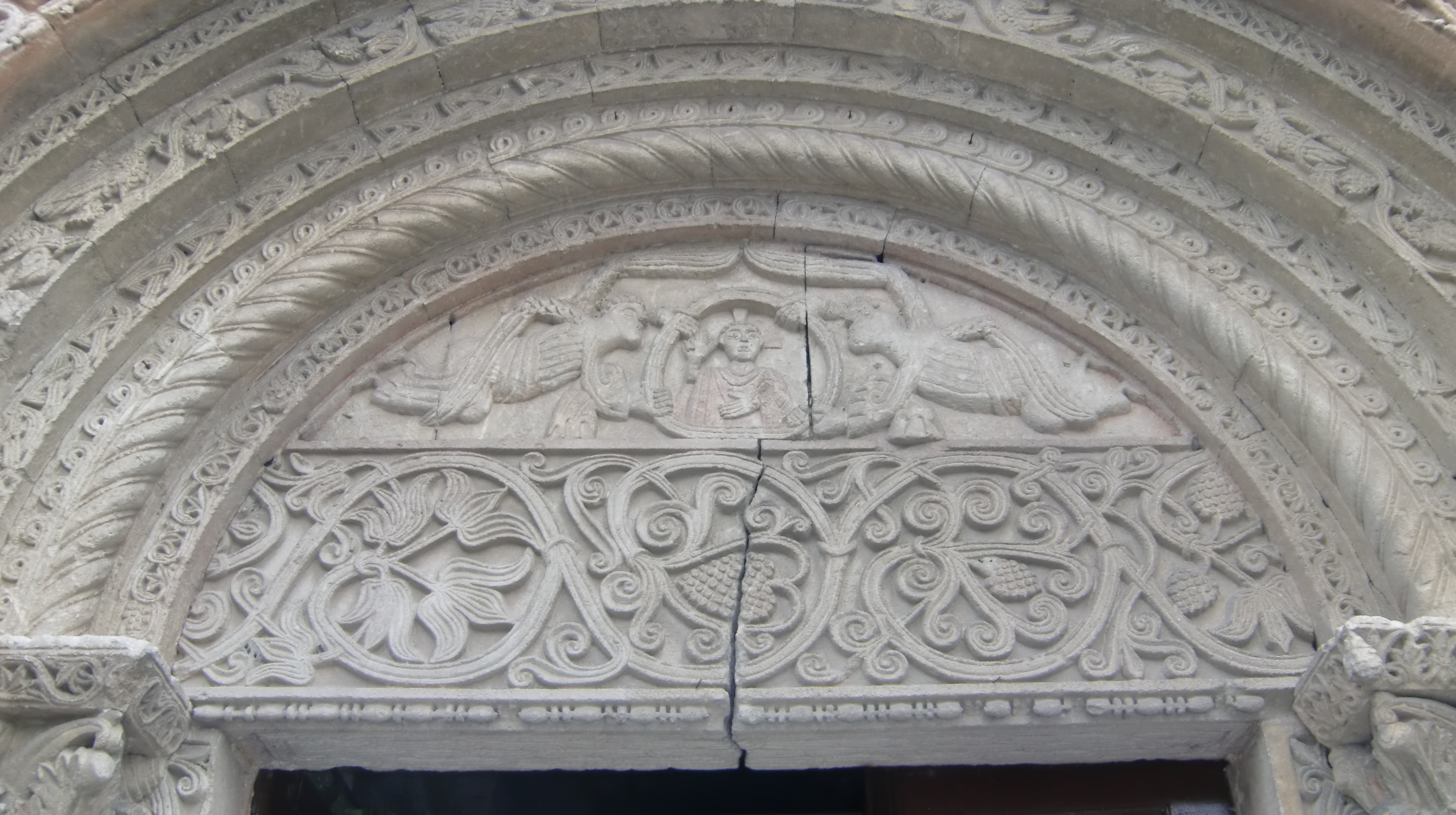
Decorazioni della lunetta sopra il portale
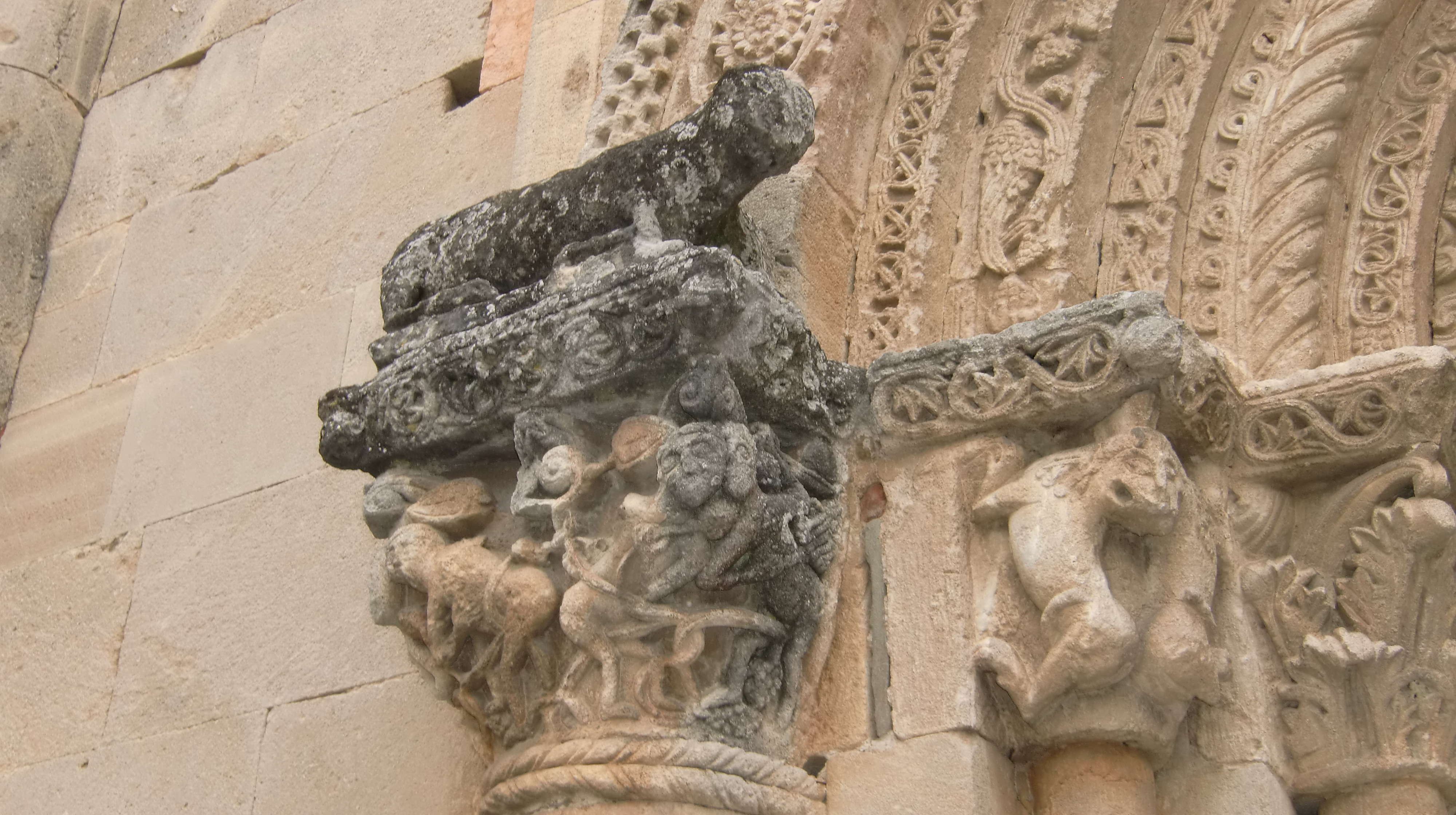
Capitello di una delle colonne che inquadrano il portale
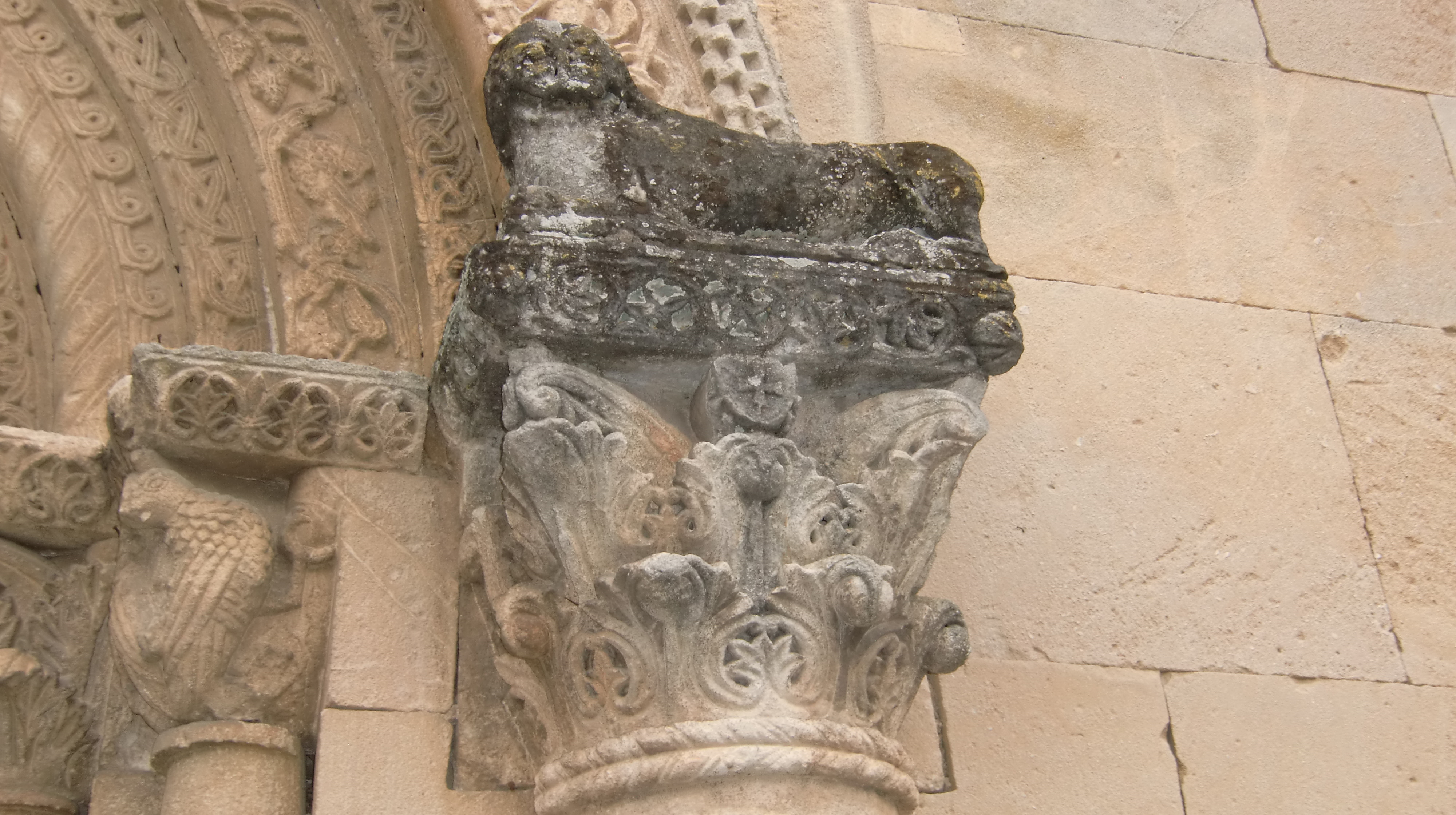
Capitello di una delle colonne che inquadrano il portale
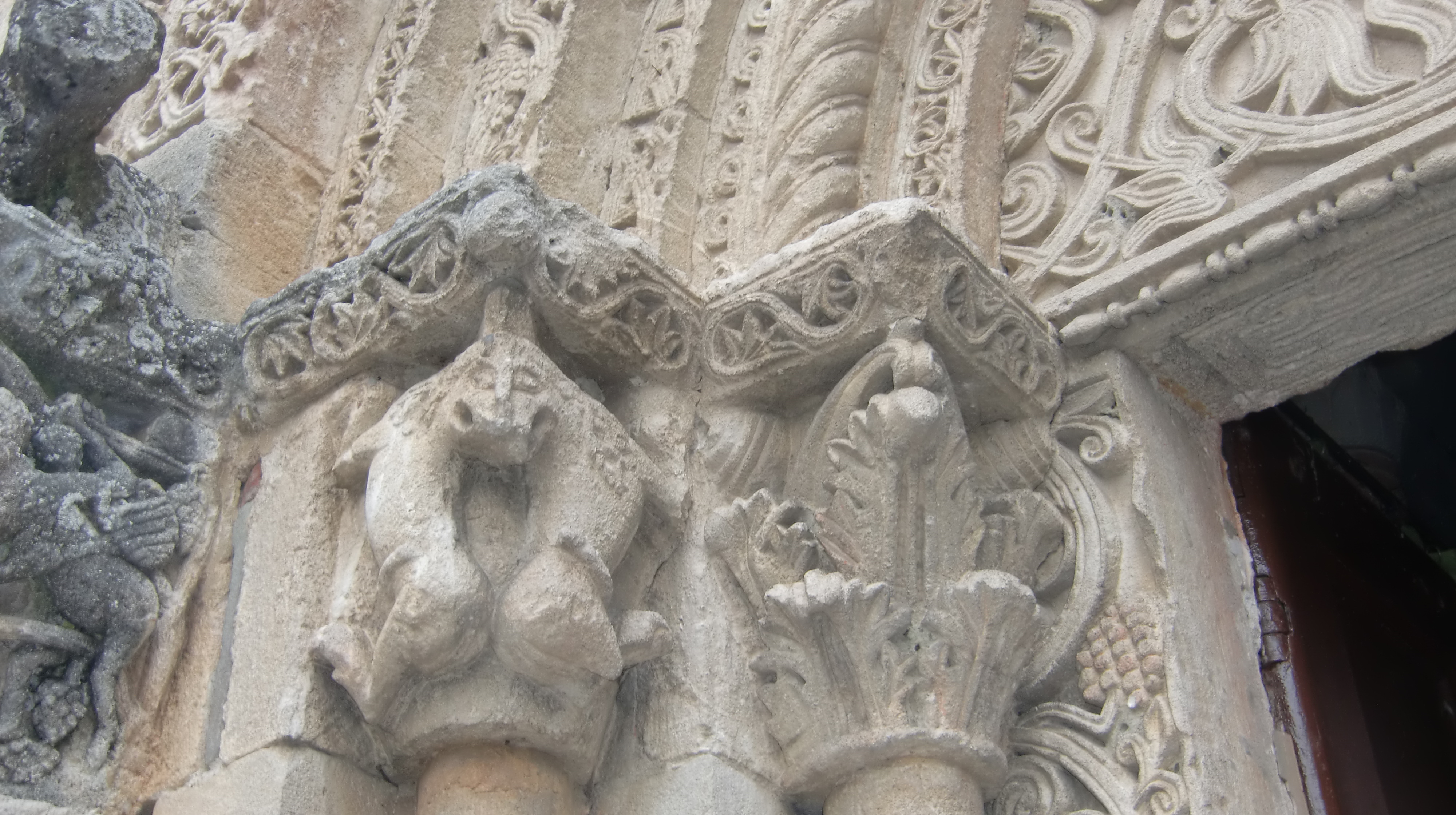
Capitelli nella strombatura del portale
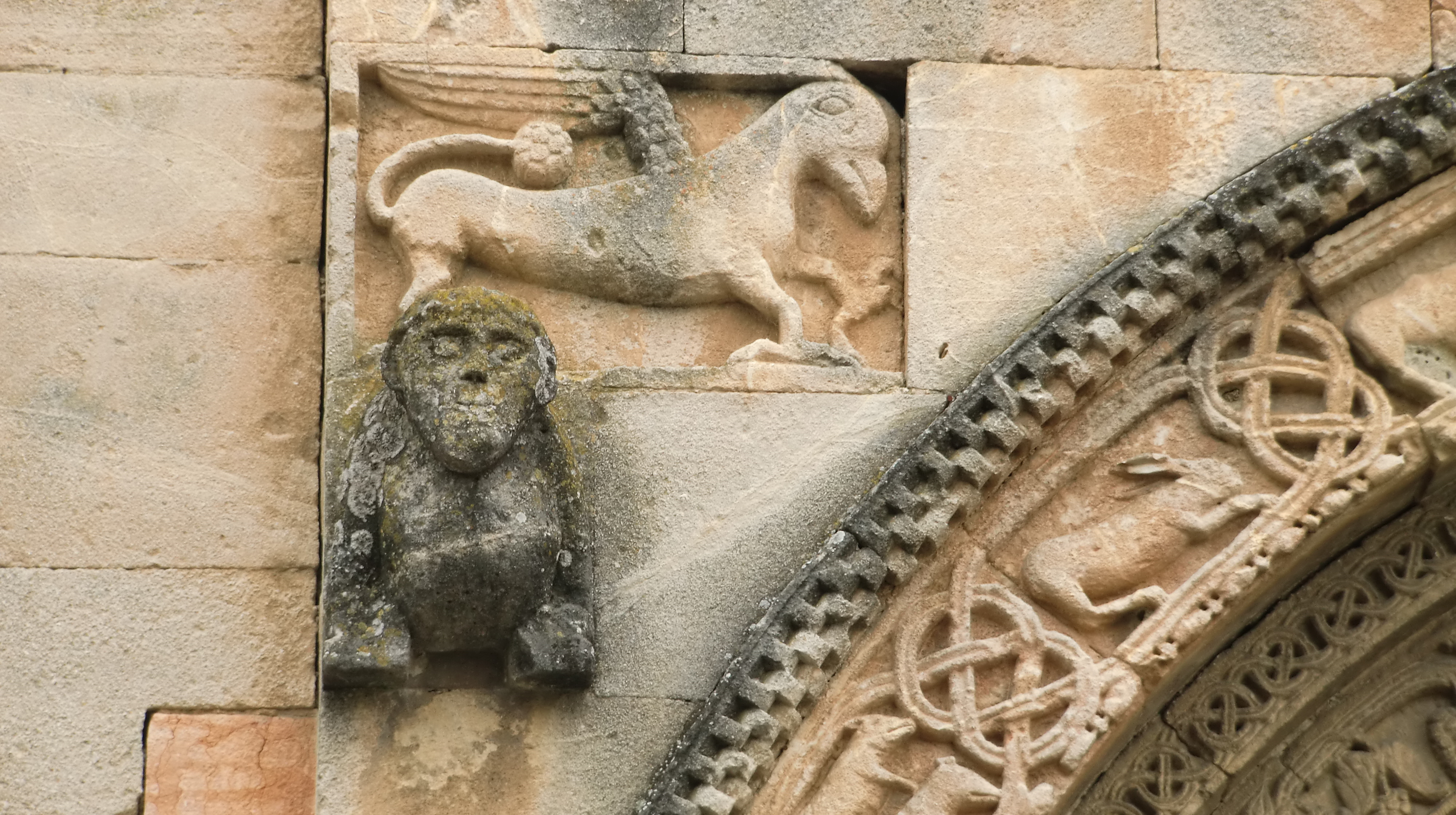
Facciata, figura di uomo (Adamo?) sovrastata da un grifone
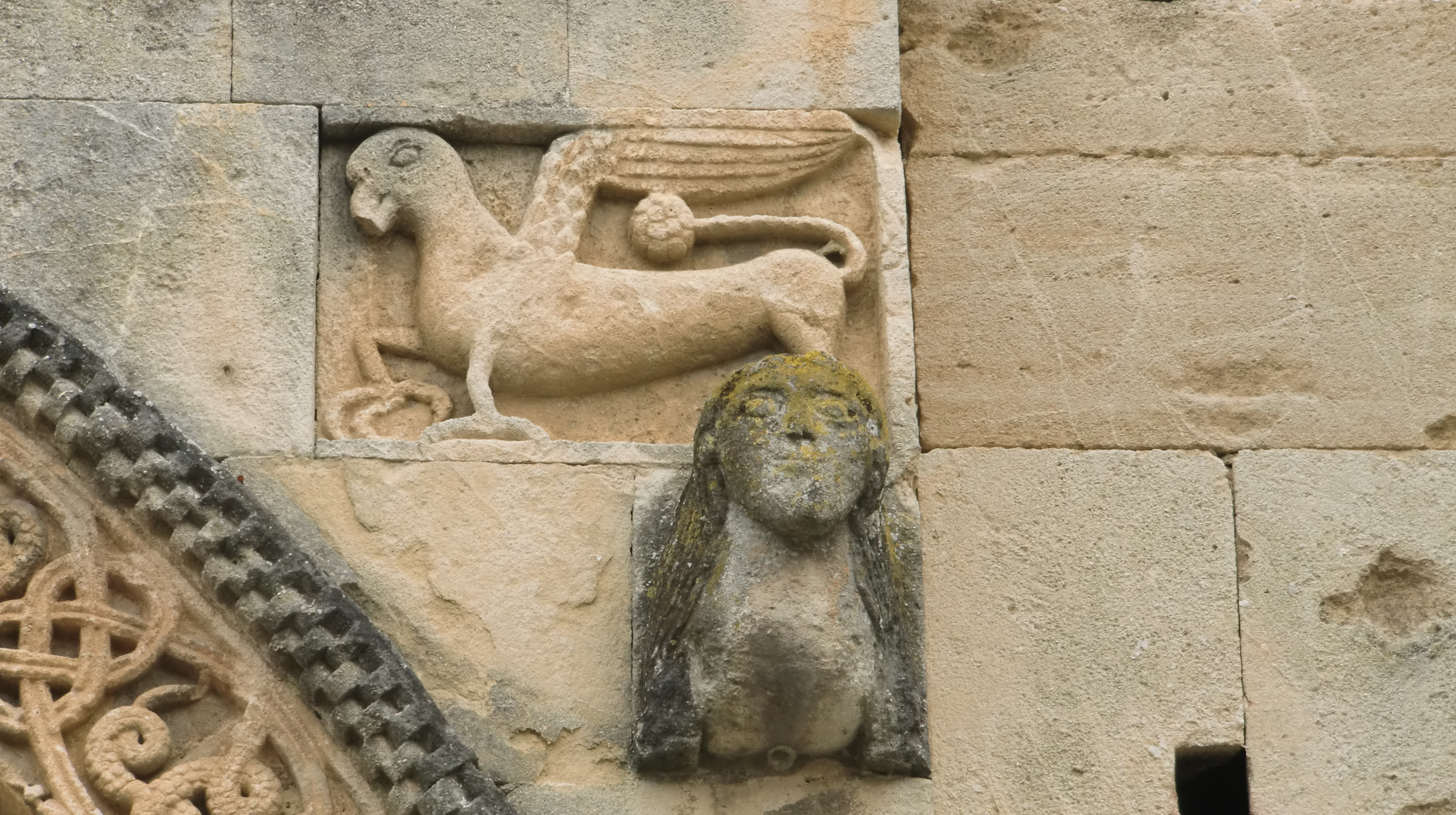
Facciata, figura femminile (Eva?) sovrastata da un grifone
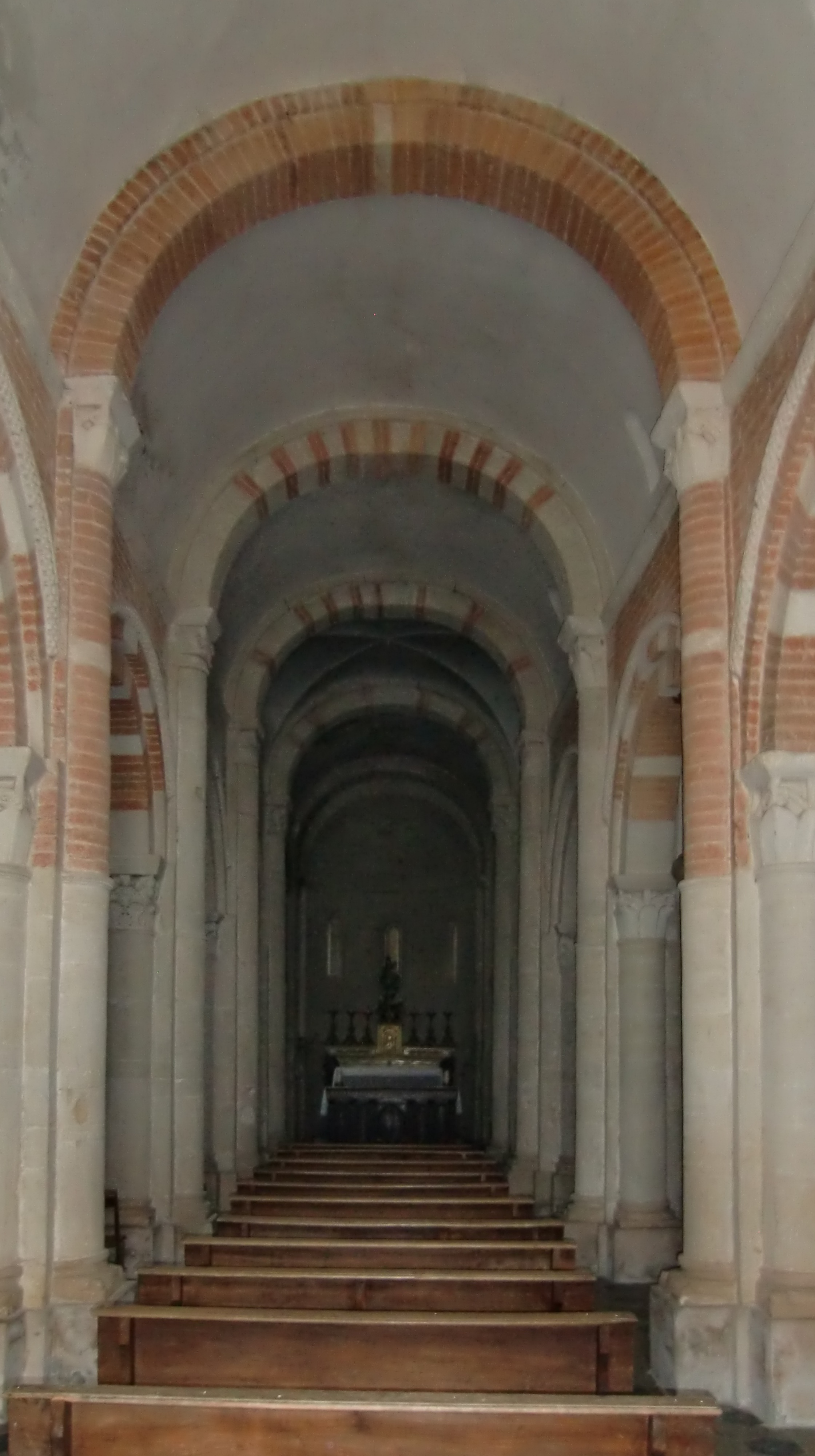
Interno della chiesa: la navata centrale
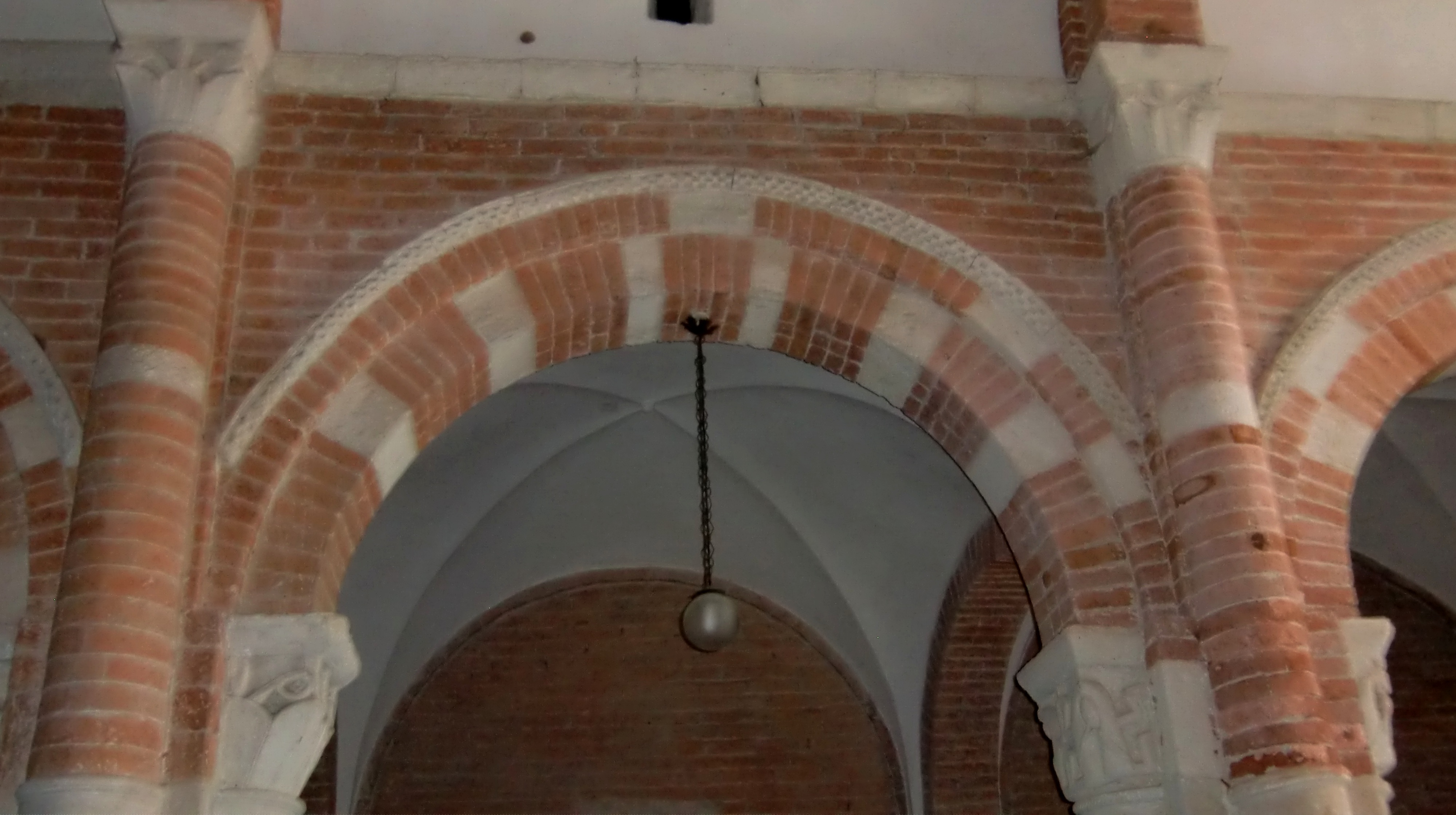
Arco longitudinale (decorato da un cordolo con motivi a scacchiera)
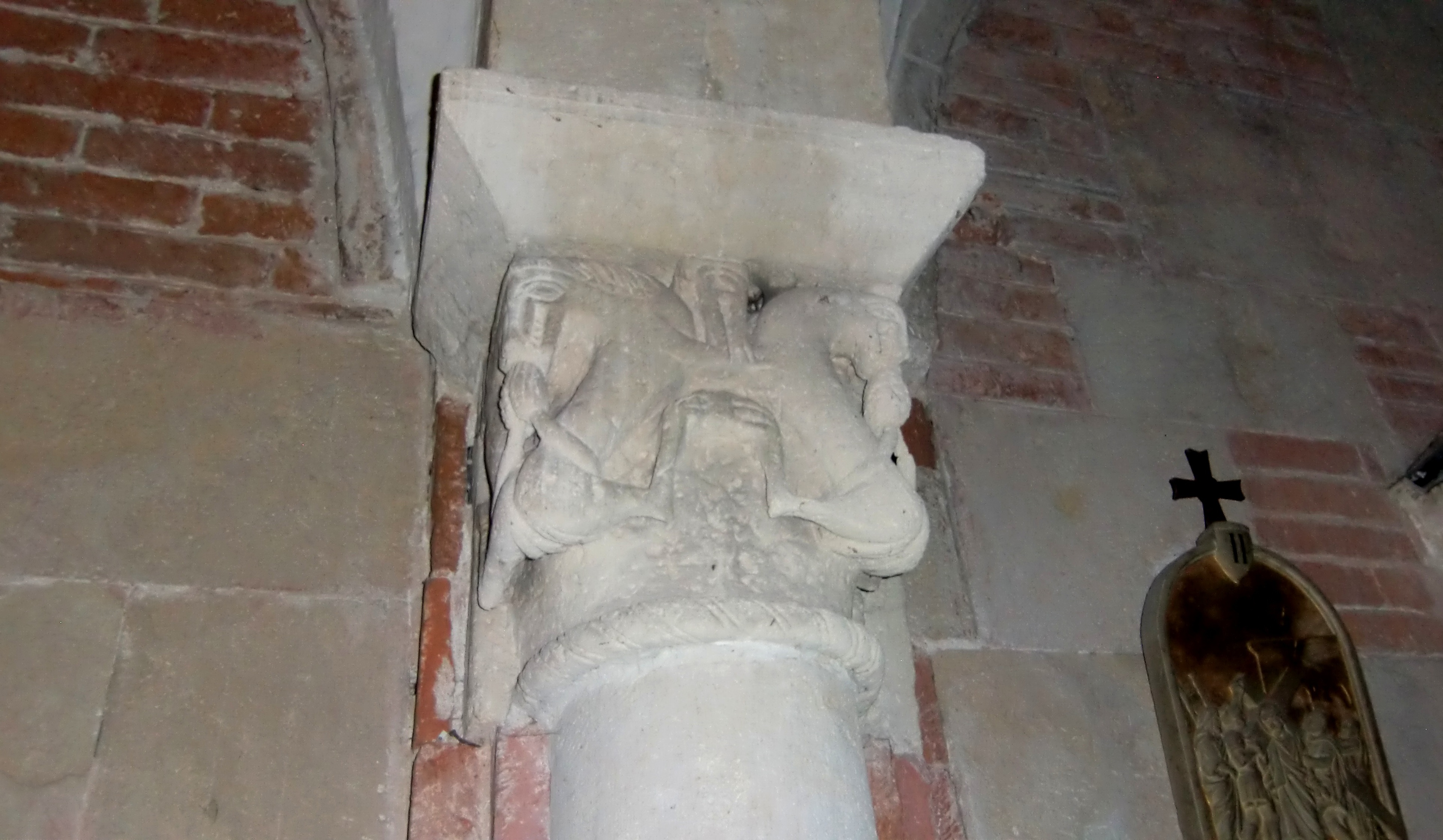
Capitello all'intereno della chiesa
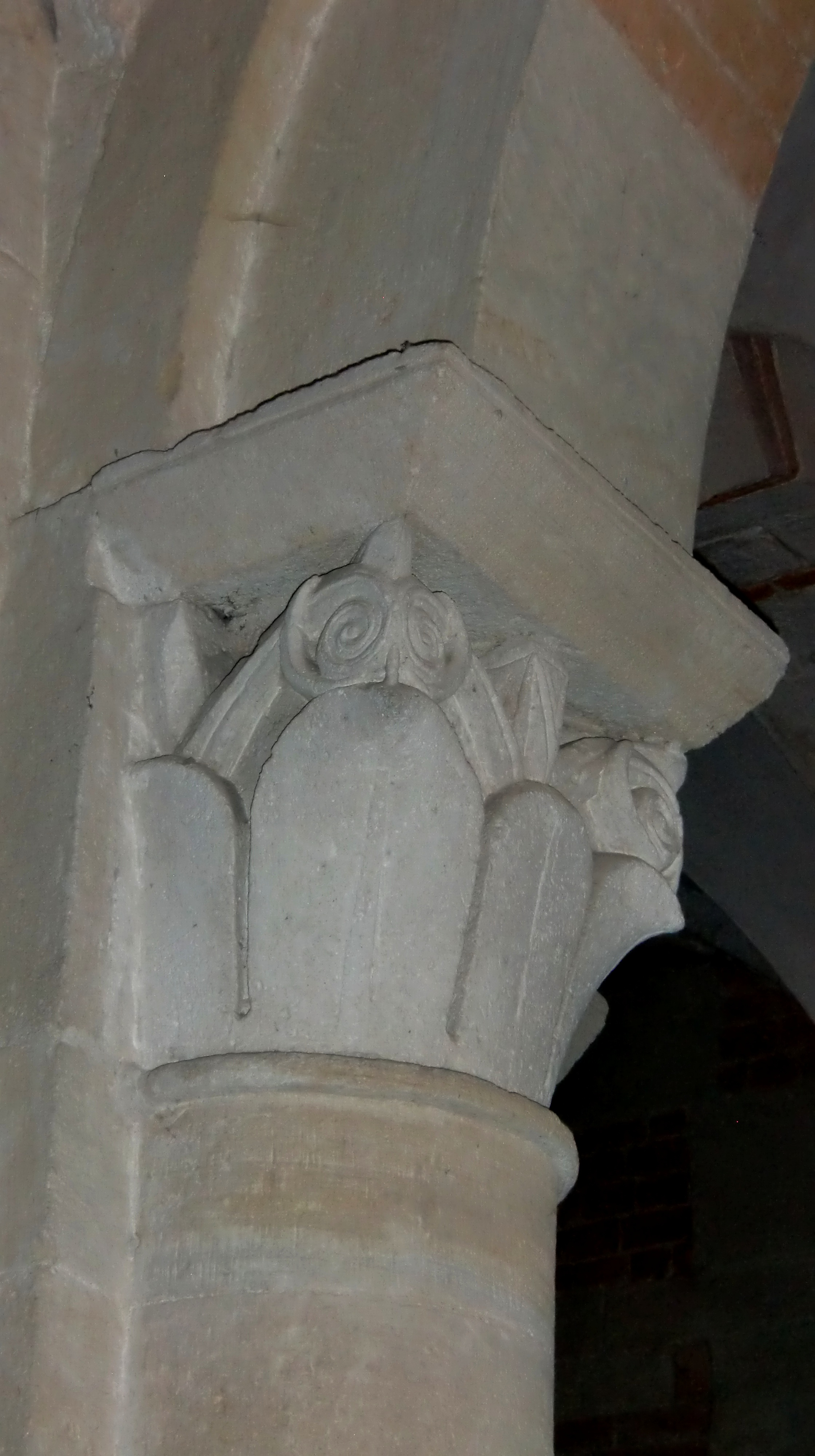
Capitello all'intereno della chiesa